# ペガスス座矮小不規則銀河
ペガスス座矮小不規則銀河(Pegasus Dwarf Irregular Galaxy)は、ペガスス座にある矮小不規則銀河である。1950年代にアルバート・ウィルソンが発見した。この銀河は、アンドロメダ銀河の伴銀河である。

## 概要
1975年、Tully & Fisherは、この銀河が局所銀河群の一部であることを確かめた。この銀河の金属量と距離の推定は、学界における課題となっていたが、近年、tip of the red giant branch法を用いて、2000年に誤差10%、2005年に誤差3%で求められた。

局所銀河群の中のペガスス座矮小不規則銀河の位置

## フィクション
この銀河は、SFテレビドラマ『スターゲイト アトランティス』の舞台であると推測されている。劇中では「ペガスス銀河」とのみ呼ばれており、形については触れられなかったが、ミッドウェイステーションからは不規則銀河が見えた。また、ハンク・ランドリーがペガスス銀河と銀河系の間の距離は300万光年であると述べる描写もあり、このシリーズはペガスス座矮小不規則銀河が舞台であることが示唆されている。